# Metropolia Sewilli
Metropolia Sewilli – metropolia Kościoła rzymskokatolickiego w Hiszpanii. Składa się z metropolitalnej archidiecezji Sewilli i sześciu diecezji. Została ustanowiona w IV wieku.

## Diecezje i biskupi
| Diecezja                            | Biskup diecezjalny          |
| ----------------------------------- | --------------------------- |
| Archidiecezja Sewilli               | abp José Ángel Saiz Meneses |
| Diecezja Huelvy                     | Santiago Gómez Sierra       |
| Diecezja Asidonia-Jerez             | José Rico Pavés             |
| Diecezja Kadyksu i Ceuty            | Rafael Zornoza Boy          |
| Diecezja Kordoby                    | Demetrio Fernández González |
| Diecezja San Cristóbal de La Laguna | Eloy Alberto Santiago       |
| Diecezja Wysp Kanaryjskich          | José Mazuelos Pérez         |